# Deborah Hautzig
Pour les articles homonymes, voir Hautzig.
Deborah Hautzig (né en 1956 à New York) est l'auteure de plusieurs livres pour enfants, dont la série Little Witch.

## Biographie
Fille du pianiste Walter Hautzig et de l'écrivaine Esther Hautzig, fréquente la Chapin School (en) à New York.
Outre la série des Little Witch, Deborah Hautzig a écrit plusieurs livres de 1, rue Sésame. Elle a également écrit des versions de classiques pour enfants tels que Le Jardin secret, La Petite Sirène et Casse-noisette. Elle a aussi écrit deux livres pour adolescenrs, Hey Dollface! et Second Star to the Right, basé sur sa propre bataille avec l'anorexie, bataille qu'elle n'a gagnée qu'après avoir terminé d'écrire le livre